# 후지오카 마미
후지오카 마미(ふじおか まみ, 1982년 5월 27일 ~ )는 일본의 배우이자 싱어송라이터이다. 출생지는 지바현 가마가야시이며, 태생지 후쿠시마현, 혈액형은 A형이다.
2남 2녀중 장녀이며, 오빠는 배우이자 모델인 후지오카 딘이다.

## 출연 작품
- 퍼스트 러브 (2019) - 치아치 역